# Hardthausen am Kocher
Hardthausen am Kocher là một thị xã ở huyện Heilbronn trong bang Baden-Württemberg miền nam Đức. Đô thị này có diện tích 35,55 km², dân số thời điểm 31 tháng 12 năm 2006 là 4055 người.